# Station YUL-Aéroport-Montréal-Trudeau
La station YUL-Aéroport-Montréal-Trudeau est une future station du Réseau express métropolitain située à l'aéroport international Montréal-Trudeau dans la ville de Dorval au Québec.